# Ernest Laszlo
Ernest Laszlo (született László Ernő) (Budapest, 1898. április 23. – Los Angeles, 1984. január 6.) magyar származású amerikai operatőr volt, aki több mint 60 film elkészítésében vett részt és Robert Aldrich-kal valamint Stanley Kramerrel való együttműködéséről volt híres. Tagja, 1972-től 1974-ig pedig elnöke volt az Amerikai Operatőrök Társaságának.

## Élete és munkássága
Az Osztrák–Magyar Monarchiában született Budapesten, majd az Egyesült Államokba emigrált, ahol olyan neves némafilmeken kezdett dolgozni, mint például a Szárnyak. 1927 és 1977 között 69 filmen dolgozott operatőrként, nyolc alkalommal jelölték Oscar-díjra, Legjobb Operatőrnek, amelyek közül el is nyert egyet, 1966-ban a Bolondok hajója című filmért.

## Filmográfia
| Magyar cím                  | Eredeti cím                     | Megjelenés éve | Megjegyzés        |
| --------------------------- | ------------------------------- | -------------- | ----------------- |
| Road to Rio                 | Road to Rio                     | 1947           |                   |
| Vonzás                      | Impact                          | 1949           |                   |
| The Big Wheel               | The Big Wheel                   | 1949           |                   |
| Manhandled                  | Manhandled                      | 1949           |                   |
| A Jackie Robinson sztori    | The Jackie Robinson story       | 1950           |                   |
| Holtan érkezett             | D.O.A.                          | 1950           |                   |
| A sztár                     | The star                        | 1952           |                   |
| Houdini                     | Houdini                         | 1953           |                   |
| A 17-es fogolytábor         | Stalag 17                       | 1953           |                   |
| Az apacs harcos             | Apache                          | 1954           |                   |
| Vera Cruz                   | Vera Cruz                       | 1954           |                   |
| Hangyainvázió               | The Naked Jungle                | 1954           |                   |
| The Big Knife               | The Big Knife                   | 1955           |                   |
| Kiss Me Deadly              | Kiss Me Deadly                  | 1955           |                   |
| Amíg a város alszik         | While the City Sleeps           | 1956           |                   |
| Attack of the Puppet People | Attack of the Puppet People     | 1958           |                   |
| Aki szelet vet              | Inherit the Wind                | 1960           | Oscar-díj jelölés |
| Ítélet Nürnbergben          | Judgment at Nuremberg           | 1961           | Oscar-díj jelölés |
| Bolond, bolond világ        | It's a Mad, Mad, Mad, Mad World | 1963           | Oscar-díj jelölés |
| Baby the Rain Must Fall     | Baby the Rain Must Fall         | 1965           |                   |
| Bolondok hajója             | Ship of Fools                   | 1965           | Oscar-díj         |
| Fantasztikus utazás         | Fantastic Voyage                | 1966           | Oscar-díj jelölés |
| Star!                       | Star!                           | 1968           | Oscar-díj jelölés |
| Airport                     | Airport                         | 1970           | Oscar-díj jelölés |
| Musical Múzeum              | That's Entertainment!           | 1974           |                   |
| Logan futása                | Logan's Run                     | 1976           | Oscar-díj jelölés |
| A dominó-elv                | The Domino Principle            | 1977           |                   |

## Fordítás
- Ez a szócikk részben vagy egészben  az   Ernest Laszlo című angol Wikipédia-szócikk ezen változatának fordításán alapul.  Az eredeti cikk szerkesztőit annak laptörténete sorolja fel. Ez a jelzés csupán a megfogalmazás eredetét és a szerzői jogokat jelzi, nem szolgál a cikkben szereplő információk forrásmegjelöléseként.